# Стшельно (гміна)
Гміна Стшельно (пол. Gmina Strzelno) — місько-сільська гміна у північній Польщі. Належить до Моґіленського повіту Куявсько-Поморського воєводства.
Станом на 31 грудня 2011 у гміні проживало 12039 осіб.

## Площа
Згідно з даними за 2007 рік площа гміни становила 185.28 км², у тому числі:
- орні землі: 66.00%
- ліси: 25.00%

Таким чином, площа гміни становить 27.41% площі повіту.

## Населення
Станом на 31 грудня 2011:
| Опис     | Загалом | Загалом | Чоловіки | Чоловіки | Жінки | Жінки |
| -------- | ------- | ------- | -------- | -------- | ----- | ----- |
| одиниця  | осіб    | %       | осіб     | %        | осіб  | %     |
| все      | 12039   | 100     | 5884     | 48.87    | 6155  | 51.13 |
| міське   | 5858    | 100     | 2835     | 48.40    | 3023  | 51.60 |
| сільське | 6181    | 100     | 3049     | 49.33    | 3132  | 50.67 |

## Сусідні гміни
Гміна Стшельно межує з такими гмінами: Іновроцлав, Яніково, Єзьора-Вельке, Крушвиця, Моґільно, Орхово, Вільчин.